# Ломачи (Хойникский район)
Ломачи́ (бел. Ламачы́) — упразднённая деревня в Судковском сельсовете Хойникского района Гомельской области Беларуси.

## География

### Расположение
В 30 км на запад от районного центра Хойники и железнодорожной станции в этом городе, расположенной на ветке Василевичи — Хойники, отходящей от линии Брест — Гомель, в 133 км от Гомеля.
Находится на территории Полесского радиационно-экологического заповедника.

## Транспортная система
Транспортная связь по автодороге, которая связывает деревню с Хойниками.
В деревне нет жилых домов (2004 год). Планировка складывается из двух параллельных улиц, ориентированных с юго-востока на северо-запад. Застройка улиц двухсторонняя. Дома деревянные, усадебного типа.

## Гидрография
На востоке мелиоративные каналы, связанные с рекой Припять (приток реки Днепр). На юго-западной окраине озеро Ломыш.

## Экология и природа
В связи с радиационным загрязнением после Чернобыльской катастрофы жители (38 семей) переселены в места не загрязнённые радиацией.

## История
Археологами, в 1,5 км на юго-восток от деревни, открыты поселения раннего и среднего неолита, что свидетельствует о заселении этих мест с древних времён.
Согласно письменных источников деревня известна с XVIII века в составе Мозырского повета Минского воеводства Великого княжества Литовского. После второго раздела Речи Посполитой в 1793 году в составе Российской империи. В 1811 году деревня находилась во владении Гольста. В 1908 году деревня относилась к Юровичской волости Речицкого уезда Минской губернии. В 1914 году местные власти предприняли попытку принудительного расселения жителей по хуторам, но, встретив отпор, отменили план расселения.
В 1930 году в деревне работали 2 кузницы, организованы колхозы «Красная Припять» и «Красный Майск».
Во время Великой Отечественной войны на фронтах погибли 22 жителя деревни.
В 1959 году деревня находилась в составе колхоза имени А. А. Жданова с центром в деревне Тульговичи.
До 31 декабря 2009 года в Дворищанском сельсовете, который переименован в Судковский.

## Население

### Численность
1980-е — жители деревни (38 семей) переселены.

### Динамика
- 1795 год — 9 дворов, 43 жителя.
- 1897 год — 16 дворов, 113 жителей (согласно переписи).
- 1908 год — 70 дворов, 361 житель.
- 1959 год — 177 жителей (согласно переписи).
- 1980-е — жители деревни (38 семей) переселены.

## Известные уроженцы
- А. Л. Кондрусевич — белорусский писатель
- С. А. Милуца — заслуженный учитель БССР